# Димитар Богоевски
Димитар Богоевски Мите (Болно, код Ресена, 31. октобар 1919 — Болно, код Ресена, 12. септембар 1942), песник, учесник Народноослободилачке борбе и народни херој Југославије.

## Биографија
Рођен је 31. октобра 1919. године у селу Болно код Ресена, у печалбарској породици. Након основне школе, 1935. је уписао трговачку академију у Битољу. Током школовања на академији 1937. године постао је члан Савеза комунистичке омладине Југославије. Био је активан и у раду „Црвене помоћи“.
После завршетка академије, уписао се на вишу комерцијалну школу у Београду. Тамо је растурао илегалне летке, посећивао левичарске кружоке и учествовао у демонстрацијама. Године 1939. примљен је у чланство Комунистичке партије Југославије. Убрзо после тога отишао је у Ресен, где је постао члан Месног комитета КПЈ за Ресен. После једне полицијске провале у септембру 1940. године, био је ухапшен и у Београду осуђен на робију на Ади Циганлији. У затвору је био два месеца, након чега се у новембру 1940. године вратио у Ресен.
Након фашистичке окупације Југославије, организовао је припреме за дизање оружаног устанка и био један од организатора устанка у преспанском крају. Након успоставе нових граница, организовао је илегалне пунктове за прелазак границе. Почетком 1942. године, имао је у Битољу састанак са борцима Прилепског партизанског одреда. Омогућио им је пребацивање у Преспу, где су они радили на формирању новог одреда.
У марту 1942. године, ухапсила га је бугарска полиција. Био је у затвору десет дана, где је мучен и испитиван. Након пуштања, повукао се у дубоку илегалу и често сарађивао са Стивом Наумовим из битољског краја. Присуствовао је формирању партизанског одреда „Даме Груев“, 6. јула 1942. године. После тога је наставио да ради на омасовљењу партизанских одреда.
Почетком септембра 1942. године, он и Стив Наумов су се преко ноћи склонили у једну кућу близу села Болна. Бугарска полиција је открила ниихово боравиште и са војском је опколила кућу. Нису успели да се пробију, па су размењивали ватру са непријатељем све док им није понестало муниције. Након тога су бомбама извршили самоубиство.
Указом Президијума Народне скупштине ФНР Југославије број 211/49, 1. августа 1949. проглашен је за народног хероја.

## Песничко стваралаштво
Још 1935. године, Димитар Богоевски је почео да издаје своје прве песме попут „Осамотен патник“, „Покрај река“, „Мало коњче“, „Несрећен Илија“ и „Два вранци“. Док се школовао у Битољу, био је члан Литерарне дружине „Иван Гундулић“. Тамо је написао реферат „За праведните и неправедните војни“ и сатиричку песму „Имела“, која исмејава буржоаско друштво. До 1938. године, написао је педесет песама од којих му је најпознатија била „Сироти Илинден“.
Године 1940. је послао велик број песама часопису „Наша реч“ у Скопљу, од којих му је била објављена само једна, „Разделвачка“. Часопис је требало да изда збирку његових песама, али је у међувремену престао да излази. Тиме се загубила архивска збирка часописа у којој су биле и његове песме.
За време рата, написао је и размножио песму „Партизанка“. Написао је и песму „Триесет и девет минаја“, коју је посветио борцима одреда „Даме Груев“ у којем се налазио. Након његове смрти, борци одреда су на шапирографу умножили и разделили песму „Триесет и девет минаја“.